# Notocera satanas
Notocera satanas är en insektsart som beskrevs av René-Primevère Lesson. Notocera satanas ingår i släktet Notocera och familjen hornstritar. Inga underarter finns listade i Catalogue of Life.